# Dominique Dillon
Pour les articles homonymes, voir Dillon.
Dominique Dillon est un homme politique français né le 22 septembre 1742 à La Chapelle-Largeau (Deux-Sèvres) et mort le 15 octobre 1806 à Pouzauges (Vendée). Homme des Lumières, favorable aux idées révolutionnaires et à la mort de Louis XVI, il est un contre-exemple parfait de ce que traverse la Vendée au cours des événements révolutionnaires.

## Les états généraux et la constituante
Curé de Pouzauges avant la Révolution, Dominique Dillon est élu député du clergé aux états généraux de 1789 pour la sénéchaussée du Poitou. Il est l'un des premiers membres du clergé à rallier les députés du tiers-état, le 14 juin 1789. Il signe le 20 juin 1789 le serment du jeu de paume et se montre par la suite un député très actif au sein de la constituante ; il vote favorablement : 
- la suppression des ordres monastiques le 13 février 1790,
- la constitution civile du clergé le 12 juillet 1790,
- la loi sur le serment constitutionnel le 27 novembre 1790[1].

Il prête serment à la constitution civile du clergé le 27 décembre 1790, puis rentre à Pouzauges. 

## La première République et la Terreur
Favorable à la République, Dominique Dillon s'efforce de maintenir Pouzauges du côté républicain. Lorsque Louis XVI est guillotiné le 21 janvier 1793, il dit : « Morte la bête, mort le venin ». En juillet 1793, devant l'avancée des vendéens blancs, il s'exile à Niort, où il est élu président du Directoire du département le 30 août. À ce poste, il signe de nombreux arrêtés favorables à la République (Suppression des insignes de la royauté dans les églises du département, enlèvement des cloches, des croix, ne conserver qu'un confessionnal par église notamment). Parallèlement, le 30 novembre de la même année, il abjure sa prêtrise et change son prénom de Dominique en Aristide, « le prénom qu'on lui a donné de Dominique étant le nom d'un fanatique et d'un être sanguinaire »
Du 15 au 18 décembre 1793, Charette est à Pouzauges pour enrôler des soldats, sans succès. En réaction, et surtout sur les ordres de Turreau, général en chef des armées républicaines, les colonnes infernales de Grignon, dirigées par Lachenay, entrent dans Pouzauges le 27 janvier 1794. Dillon intervient par écrit et demande à Turreau que « Pouzauges, qui s'est constamment montrée favorable à la Révolution, soit exemptée de l'anathème qui paraît avoir été prononcé contre le département » Quittant la présidence du département, il se rend également à Pouzauges. Sans succès, puisque le 30 janvier, Grignon et ses colonnes ripaillent dans le château, puis le chef donne l'ordre de fusiller les 50 prisonniers capturés la veille, patriotes et brigands mélangés. Ensuite, les colonnes incendiaires quittent la ville, détruisant, d'après Dillon, quelques maisons.
Le 8 février 1794, Aristide Dillon signe - tardivement - son adhésion au gouvernement révolutionnaire, mais proteste vigoureusement contre les colonnes incendiaires du général Louis Marie Turreau : « La Société Républicaine, [..] indignée comme nous de la conduite de quelques divisions d'une armée dite républicaine, sous les coups de laquelle plusieurs patriotes, des femmes, des enfants même à la mamelle, sont tombés, après avoir vu leurs propriétés et leurs subsistances livrées aux flammes, vient de députer vers vous deux de ses membres porteurs de dénonciations écrites. »

## Fin de vie
Il est élu député de la Vendée au Conseil des Cinq-Cents, le 24 germinal an VII. Favorable au coup d'État du 18 Brumaire, il siège au corps législatif jusqu'en 1803.